# Sternritt
Ein Sternritt ist ein Reiter-Treffen, bei dem die Reiter von verschiedenen Orten aus starten, um sich zu begegnen. Längere Sternritte sind eine Form des Wanderreitens.

## Anlässe
Beliebte Anlässe für mehrtägige Sternritte sind Pferdemessen (z. B. Equitana, Eurocheval), Reitturniere, Hengstschau etc.
Eintägige Sternritte werden oft im Zusammenhang mit Festtagen organisiert: St.-Martins-Ritt, Nikolaus-Ritt, einer Pferdesegnung, Sonnenwende, Tag der offenen Tür eines Reiterhofes oder Gestütes.

## Organisation
Die Strecke plant jeder Teilnehmer selbst. Oft schließen sich mehrere Teilnehmer von einem Reithof zusammen oder die Teilnehmer finden sich unterwegs zu kleinen Reitergruppen, um gemeinsam das Ziel zu erreichen. Bei mehrtägigen Sternritten werden manchmal die Etappenunterkünfte für Reiter und Pferd schon im Voraus organisiert, manchmal sucht sich jeder Reiter die Unterkunft individuell und spontan am Ende des Tages. Manche Wanderreiter haben einen eigenen Mini-Elektrozaun im Gepäck.
Am Zielort werden vom Veranstalter meist feste Unterkünfte in Ställen oder auf Weiden organisiert. Manchmal werden aus Holzstangen Behelfsstände für die Pferde eingerichtet.

## Teilnehmer
Bei eintägigen Sternritten ist das Teilnehmerfeld oft bunt gemischt, da sehr viele Reiter des Einzugsgebiets teilnehmen. Je nach Anlass sind auch Pferd und Reiter herausgeputzt, so dass Westernreiter im vollen Showhabit gemeinsam mit Turnierreitern in schwarz-weiß neben einigen Isländern ein historisches Gespann begleiten.